# USS Princeton (CVL-23)
«Прінстон» (англ. USS Princeton (CVL-23)) — американський авіаносець типу «Індепенденс».

## Історія створення

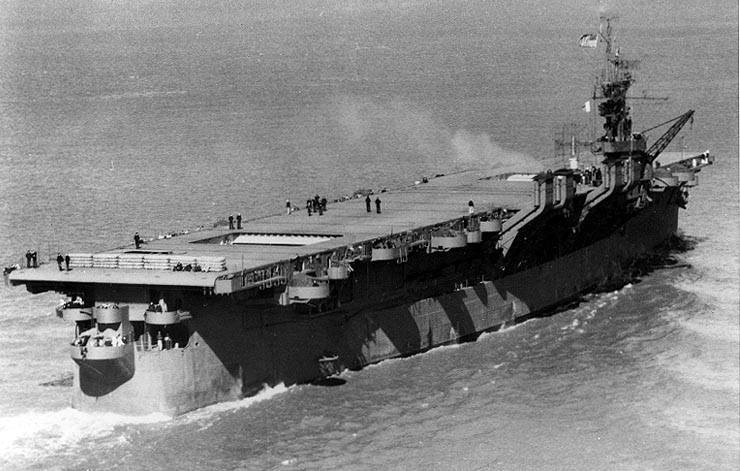
«Прінстон» в березні 1943 року

Закладений 2 червня 1941 року як крейсер типу «Клівленд» (англ. «Cleveland») під назвою «Таллахассі» (англ. «Tallahassee» (CL-61)). 16 лютого 1942 року перекласифікований в авіаносець і тоді ж перейменований в «Прінстон». Спущений на воду 18 жовтня 1942 року. В строю з 25 лютого 1943 року.

## Історія служби

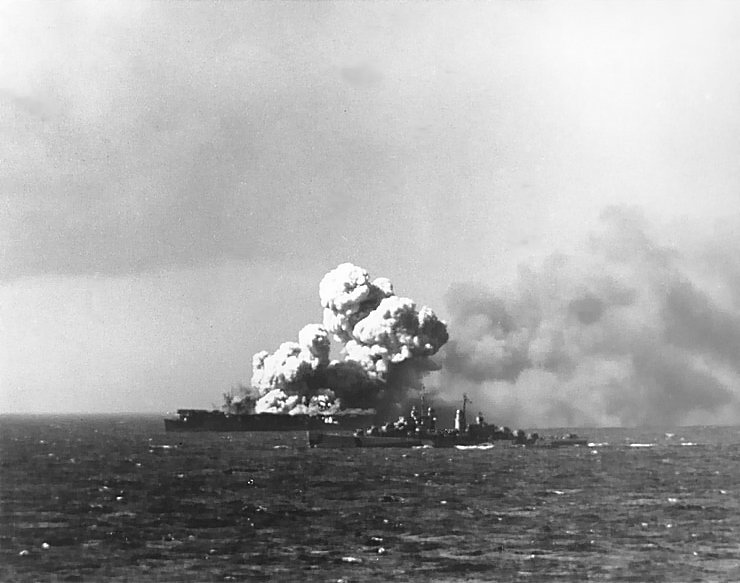
«Прінстон» незабаром після бомбардування

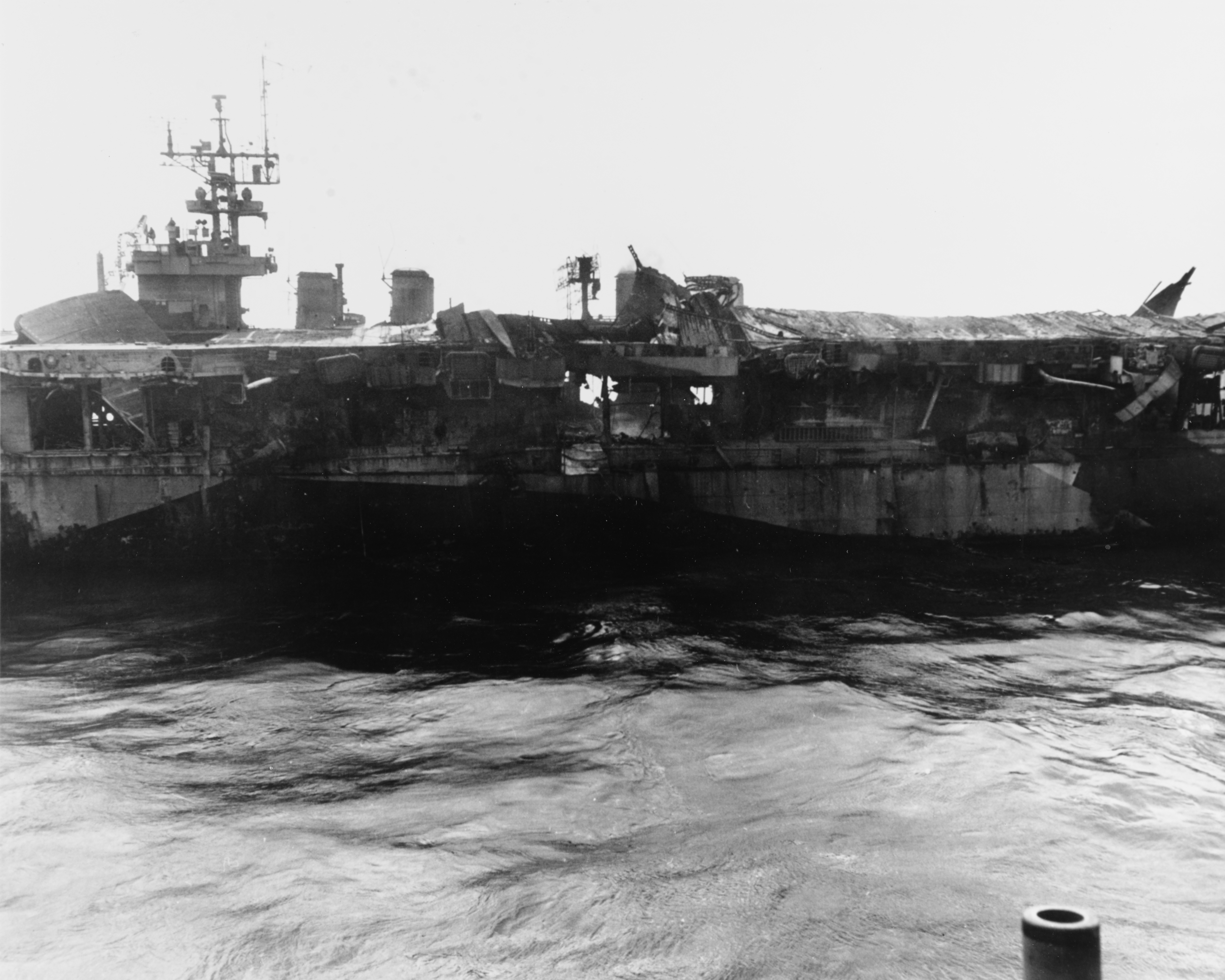
Пошкодження на авіаносці

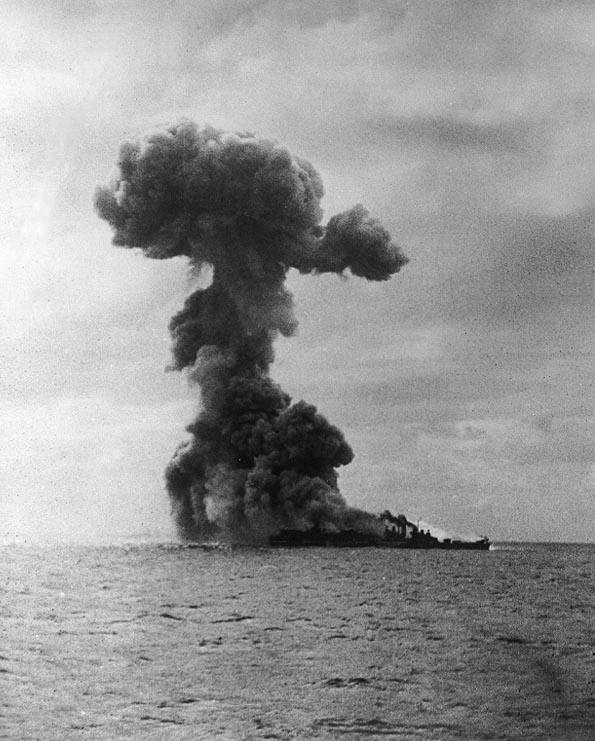
Другий вибух

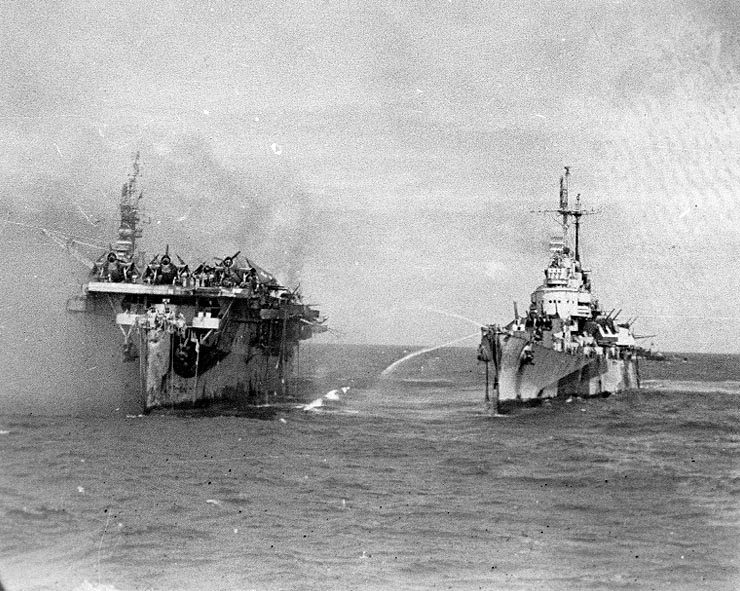
Крейсер «Бірмінгем» намагається загасити пожежу на «Прінстоні»

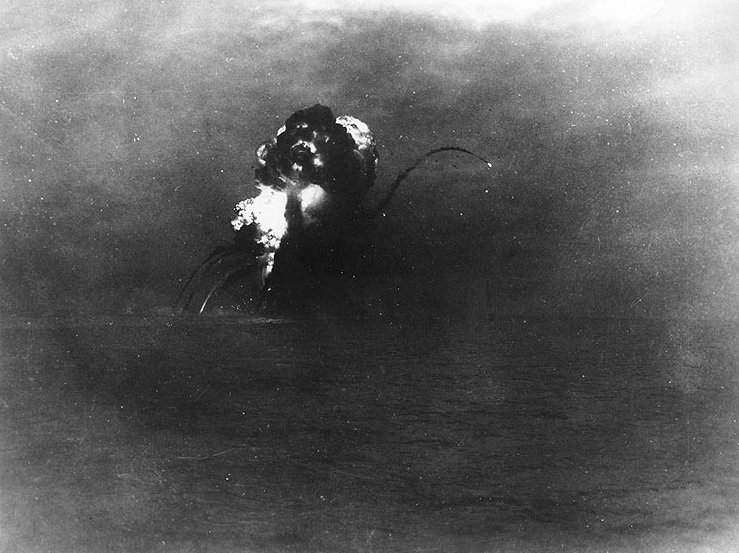
Вибух «Прінстона» після того, як він був торпедований крейсером «Рено»

Увійшов до складу Тихоокеанського флоту США у серпні 1943 року (авіагрупа CLGL-23), коли прибув у Перл-Гарбор для спільних дій з авіаносцями «Ессекс» та «Йорктаун». 1 вересня вони завдали свого першого удару по острову Маркус.
Брав участь в ударах по островах Гілберта (18.09.1943), Бука та Рабаулу (початок листопада 1943 року), забезпеченні десантів на острови Гілберта (13.11 — 08.12.1943) та Маршаллові острови (29.01 — 26.02.1944), рейдах на Палау (30.03 — 01.04.1944), Трук (29—30.04.1944) та Нову Гвінею (21—29.04.1944).
28 травня 1944 прийняв авіагрупу CVGL-27. Прикривав висадку на Маріанські острови влітку 1944 року, де взяв участь у битві у Філіппінському морі 19—20 червня 1944 року.
Після десантної операції на Західних Каролінських островах завдавав ударів по японських об'єктах на островах Рюкю, Формоза та Лусон (10—19.10.1944).

### Битва в затоці Лейте
Під час битви в затоці Лейте «Прінстон» входив до оперативної групи 38.3 швидкохідної авіаносної групи. 24 жовтня 1944 року авіаносець був атакований пікіруючим бомбардувальником D4Y «Суйсей», який скинув на політну палубу 250-кг бомбу. Перш, ніж вибухнути, бомба пробила три палуби. Вибух призвів до сильної пожежі в ангарі. Загорілось шість підготовлених до вильоту «Евенджерів», а вибух їх торпед призвів до ще більших руйнувань. О 10:10, приблизно за пів години після атаки, інші кораблі групи отримали наказ пришвартуватись до «Прінстона» та взяти на борт його екіпаж, за винятком пожежних та аварійних команд.
До авіаносця пришвартувались легкі крейсери «Бірмінгем» та «Рено». Вони відкачували воду з пошкодженого корабля та забезпечували живленням його насоси. Все це відбувалось на фоні відбиття авіацією та кораблями атак японських літаків. О 14:45 здавалось, що пожежу загасили, але о 15:23 на «Прінстоні» стався сильний вибух, внаслідок якого на переповнених людьми палубах «Бірмінгема» загинули 229 та були поранені 420 осіб. Сам авіаносець втратив більш як 100 осіб убитими та 190 пораненими. Проте понівечений корпус «Прінстона» все ще залишався на плаву. Його відновлення було неможливе, і о 16:00 решта членів екіпажу покинули корабель.
Був відданий наказ потопити авіаносець. Есмінець «Ірвін» випустив по «Прінстону» 4 торпеди, але не зумів його потопити. Тоді крейсер «Рено» випустив ще 2 торпеди, після чого «Прінстон» затонув.
Всього за час служби літаки «Прінстона» збили 178 ворожих літаків.